# Торнстра, Йенс
Йенс Торнстра (нидерл. Jens Toornstra; род. 4 апреля 1989, Алфен-ан-ден-Рейн, Южная Голландия) — нидерландский футболист, полузащитник роттердамской «Спарты».

## Клубная карьера
В юности Торнстра играл восемь лет за любительский футбольный клуб «Алфенс Бойз» из Tweede Klasse С. В последний год он забил двадцать голов за команду. Он произвел сильное впечатление на Кеса Янсму, который порекомендовал Торнстру в АДО Ден Хааг. Первоначально скауты АДО не верили, что Торнстра мог быть настолько хорош, но клуб купил Торнстру для резервного состава.

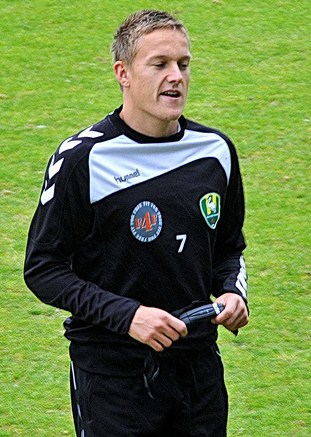
Тонстра в мае 2011

Летом 2009 года Торнстра перешёл в АДО Ден Хааг, подписав контракт до июля 2012 года. Он дебютировал в матче против «Виллема II», который закончился победой со счётом 3:0. Вскоре он стал основным игроком команды и быстро заинтересовал АЗ, «Твенте» и «Роду». 4 июля Торнстра подписал новый улучшенный контракт до лета 2013 года. В сезоне 2010/11 Торнстра получил футболку под номером 7, в прошлом её носил Карим Солтани, который перешёл в «Ираклис». Торнстра забил свой первый гол за «Ден Хааг» в январе в матче против «Эксельсиора», причём до этого он пропустил несколько игр. 26 мая 2011 года Торнстра сделал хет-трик в игре против «Гронингена» в первом матче полуфинала Лиги Европы. Его голы помогли «Ден Хааг» выиграть с общим счётом 5:1.
31 января 2013 года в конце зимнего трансферного окна Торнстра подписал контракт с «Утрехтом» до 2017 года. В своём дебютном матче за клуб 3 февраля против «Твенте» он забил гол и отдал две результативные передачи (со штрафного и углового). Матч закончился со счётом 2:4.
25 августа 2014 года Торнстра подписал четырёхлетний контракт с «Фейеноордом», сумма сделки составила 3,5 млн евро. Он дебютировал в клубе 31 августа, когда заменил Лекса Иммерса в перерыве матча лиги против «Твенте». Торнстра забил свой первый гол в чемпионате 27 сентября в матче против «Гоу Эхед Иглз». 24 апреля 2016 года «Фейеноорд» выиграл кубок Нидерландов, обыграв в финале бывший клуб Торнстры «Утрехт». Он провёл на поле всю игру. «Фейеноорд» стал чемпионом Нидерландов в сезоне 2016/17. Торнстра сделал свой вклад, забив 14 голов и отдав девять передач. Он занял восьмое место в списке лучших бомбардиров и девятое место среди игроков с наибольшим количеством передач в том сезоне. Он забил все свои голы в домашних играх. Торнстра в том сезоне дважды выходил на после в статусе капитана: в кубковом матче против «Эксельсиора» и в матче лиги против «Херенвена». Во второй раз он был капитаном всего 15 минут.
В сезоне 2017/18 Фейеноорд выиграл Суперкубок Нидерландов в матче против «Витесс» в серии пенальти (4:2). Торнстра забил единственный мяч за «Фейеноорд», а затем сумел реализовать свой 11-метровый. Позже в том сезоне «Фейеноорд» также выиграл кубок, обыграв в финале АЗ со счётом 3:0. Торнстра забил последний гол. Он также дебютировал в Лиге чемпионов в матче против «Манчестер Сити». В следующем сезоне Торнстра выиграл свой пятый трофей в роттердамском клубе, это был во второй раз Суперкубок Нидерландов. Однако из-за травмы ему пришлось рано покинуть поле.
В сезоне 2021/22 он стал капитаном «Фейеноорда» после ухода Лероя Фера. В том же сезоне Торнстра с клубом сумел выйти в первый финал Лиги конференций. «Фейеноорд» проиграл финал со счетом 1:0 «Роме». Торнстра начал тот матч на скамейке запасных и вышел на замену на 59-й минуте. По окончании сезона Торнстра покинул «Фейеноорд», отыграв там восемь лет. Отчасти из-за того, что он потерял место в стартовом составе. Тренер Арне Слот сожалел о его уходе, но не мог гарантировать Торнстре регулярную игровую практику.
23 августа 2022 года вернулся в «Утрехт», подписав с клубом трёхлетний контракт. 9 января 2023 года Торнстра забил гол своему бывшему клубу «Фейеноорду», матч завершился ничьей 1:1. Таким образом, Торнстра забивал в каждом из последних 13 футбольных сезонов.
16 июня 2025 года было объявлено, что он перейдёт в роттердамскую «Спарту». Йенс Тоорнстра подписал контракт на два сезона.

## Международная карьера
13 мая 2010 года Торнстра получил свой первый вызов в молодёжную сборную на игры против Португалии 18 и 21 мая. Он сыграл свой первый матч 18 мая. Он забил свой первый гол за молодёжь 11 августа 2010 года в матче против Лихтенштейна.
В мае 2013 года Йенс Торнстра был членом первой сборной Нидерландов на Азиатском турне. Нидерланды играли в Азии против Индонезии и Китая. Торнстра сыграл оба матча, в которых его сборная одержала победы со счётом 3:0 и 4:0 соответственно.

## Достижения
«Фейеноорд»
- Чемпион Нидерландов: 2016/17
- Обладатель Кубка Нидерландов (2): 2015/16, 2017/18
- Обладатель Суперкубка Нидерландов (2): 2017, 2018

## Статистика выступлений

### Клубная карьера
| Клуб             | Сезон            | Лига | Лига | Кубок | Кубок | Европейские кубки | Европейские кубки | Другие | Другие | Итого | Итого |
| Клуб             | Сезон            | Игры | Голы | Игры  | Голы  | Игры              | Голы              | Игры   | Голы   | Игры  | Голы  |
| ---------------- | ---------------- | ---- | ---- | ----- | ----- | ----------------- | ----------------- | ------ | ------ | ----- | ----- |
| АДО Ден Хааг     | 2009/10          | 18   | 0    | 0     | 0     | —                 | —                 | —      | —      | 18    | 0     |
| АДО Ден Хааг     | 2010/11          | 34   | 3    | 2     | 0     | —                 | —                 | 4      | 3      | 40    | 6     |
| АДО Ден Хааг     | 2011/12          | 32   | 3    | 2     | 1     | 4                 | 1                 | —      | —      | 38    | 5     |
| АДО Ден Хааг     | 2012/13          | 20   | 5    | 2     | 1     | —                 | —                 | —      | —      | 22    | 6     |
| АДО Ден Хааг     | Итого            | 104  | 11   | 6     | 2     | 4                 | 1                 | 4      | 3      | 118   | 17    |
| Утрехт           | 2012/13          | 12   | 5    | 0     | 0     | —                 | —                 | 4      | 2      | 16    | 7     |
| Утрехт           | 2013/14          | 34   | 12   | 4     | 3     | 2                 | 0                 | —      | —      | 40    | 15    |
| Утрехт           | 2014/15          | 2    | 1    | 0     | 0     | —                 | —                 | —      | —      | 2     | 1     |
| Утрехт           | Итого            | 48   | 18   | 4     | 3     | 2                 | 0                 | 4      | 2      | 58    | 23    |
| Фейеноорд        | 2014/15          | 29   | 7    | 1     | 0     | 8                 | 3                 | 2      | 0      | 40    | 10    |
| Фейеноорд        | 2015/16          | 21   | 2    | 3     | 0     | —                 | —                 | —      | —      | 24    | 2     |
| Фейеноорд        | 2016/17          | 34   | 14   | 3     | 1     | 6                 | 0                 | 1      | 0      | 44    | 15    |
| Фейеноорд        | 2017/18          | 32   | 8    | 6     | 1     | 5                 | 0                 | 1      | 1      | 44    | 10    |
| Фейеноорд        | 2018/19          | 32   | 8    | 3     | 0     | 2                 | 0                 | 1      | 0      | 38    | 8     |
| Фейеноорд        | 2019/20          | 21   | 5    | 4     | 0     | 6                 | 2                 | —      | —      | 31    | 7     |
| Фейеноорд        | 2020/21          | 31   | 8    | 2     | 0     | 6                 | 0                 | 2      | 0      | 41    | 8     |
| Фейеноорд        | 2021/22          | 31   | 3    | 1     | 0     | 16                | 2                 | —      | —      | 48    | 5     |
| Фейеноорд        | 2022/23          | 3    | 0    | 0     | 0     | 0                 | 0                 | —      | —      | 3     | 0     |
| Фейеноорд        | Итого            | 234  | 55   | 23    | 2     | 49                | 7                 | 7      | 1      | 313   | 65    |
| Утрехт           | 2022/23          | 28   | 1    | 3     | 1     | —                 | —                 | 2      | 0      | 33    | 2     |
| Утрехт           | 2023/24          | 31   | 4    | 2     | 0     | —                 | —                 | 2      | 0      | 35    | 4     |
| Утрехт           | 2024/25          | 31   | 1    | 2     | 0     | —                 | —                 | —      | —      | 33    | 1     |
| Утрехт           | Итого            | 90   | 6    | 7     | 1     | —                 | —                 | 4      | 0      | 101   | 7     |
| Всего за карьеру | Всего за карьеру | 476  | 90   | 40    | 8     | 55                | 8                 | 19     | 6      | 590   | 112   |

### Список матчей за сборную
| Матчи Торнстры за сборную Нидерландов | Матчи Торнстры за сборную Нидерландов | Матчи Торнстры за сборную Нидерландов | Матчи Торнстры за сборную Нидерландов | Матчи Торнстры за сборную Нидерландов | Матчи Торнстры за сборную Нидерландов |
| ------------------------------------- | ------------------------------------- | ------------------------------------- | ------------------------------------- | ------------------------------------- | ------------------------------------- |
| №                                     | Дата                                  | Соперник                              | Счёт                                  | Голы Торнстры                         | Соревнование                          |
| 1                                     | 7 июня 2013                           | Индонезия                             | 3:0                                   | —                                     | Товарищеский матч                     |
| 2                                     | 11 июня 2013                          | Китай                                 | 2:0                                   | —                                     | Товарищеский матч                     |
| 3                                     | 28 марта 2017                         | Италия                                | 1:2                                   | —                                     | Товарищеский матч                     |
| 4                                     | 31 мая 2017                           | Марокко                               | 2:1                                   | —                                     | Товарищеский матч                     |

Итого: 4 матча / 0 голов; 3 победы, 0 ничьих, 1 поражение.